# Fafy Siqueira
Fafy Siqueira, nome artístico de Fátima de Figueiredo (Tijuca, Rio de Janeiro, 17 de outubro de 1954), é uma atriz, humorista, imitadora, cantora, compositora e produtora brasileira. É conhecida do grande público pela sua versatilidade na atuação em diferentes áreas, como teatro, cinema e televisão. É mais conhecida por personagens marcantes de comédia em diversos programas humorísticos como Escolinha do Professor Raimundo e Zorra Total, Fafy teve seu talento reconhecido em diversas premiações. Também é reconhecida nacionalmente por participar de novelas, como Hipertensão, Mandala, Quem É Você?, Zazá, Cobras & Lagartos e Sangue Bom.

## Biografia
Nasceu em 17 de outubro de 1954, sendo criada no bairro da Tijuca, na cidade do Rio de Janeiro. Começou a carreira na década de 1970 como cantora e compositora, ganhando o Globo de Ouro de cantora revelação em 1974 e o Antena de Ouro de 1997 como Cantora Revelação e mais 32 prêmios de festivais de música pelo país.
Na década de 1980, começou a atuar como atriz e humorista, ganhando prêmios como o Sated em 1995 (no teatro), o Qualitá de 1997 (televisão). Em 1984, estreou no teatro na peça Amor e em sua carreira de atriz estão espetáculos como As Noviças Rebeldes, O Amigo Oculto e a comédia Camisa de Força. Como diretora musical, assina as peças Blue Jeans, Queridos Monstros e Chico Mau.
Seus shows de humor viraram uma marca, como o "Fafy Siqueira ou não Queira 1 e 2", dirigidos por Chico Anysio e Do-Re-Mi-Fafy que viaja por todo o Brasil.
Na televisão, fica conhecida como a fofoqueira Fifi, de Hipertensão, na Rede Globo. Na Rede Manchete, faz duas novelas e participa de vários humorísticos globais e do SBT. Foi diretora do infantil "Pintando O Sete", da Record, e comandou, na TV Cultura, o programa de auditório Alô Alô.
Como cantora tem quatro discos gravados, três compactos simples e o LP Posso Falar?. Compôs a música "Marquei um X" para Xuxa, e outras cantadas por Sandy e Junior, Joanna, Sandra de Sá, Renato Aragão, Maria Creuza e Tony Tornado.
No teatro, faz turnê pelo País com o peça Os Monólogos da Vagina, com direção de Miguel Falabella. Recentemente, na televisão, protagoniza a minissérie Dercy de Verdade (2012) e faz parte do elenco da novela Sangue Bom (2013), de Maria Adelaide Amaral.

## Personagens

### Galeria
|  |  |  |  |

### Reais
- Ronald Golias (Pacífico)
- Roberto Carlos
- Dercy Gonçalves
- Xuxa
- Marilyn Monroe
- Chacrinha
- Alcione
- Elba Ramalho
- Ângela Maria
- Jerry Adriani

### Fictícios
- Gardênia Alves
- Jupira (a Portuguesa)
- Lusa do Canindé
- Humberto Carlos

## Filmografia

### Televisão
| Ano     | Título                                   | Personagem                                                              | Notas                                                |
| ------- | ---------------------------------------- | ----------------------------------------------------------------------- | ---------------------------------------------------- |
| 1986    | Hipertensão                              | Fifi                                                                    |                                                      |
| 1986    | Tudo ou Nada                             | Arlete Munhoz                                                           | Participação                                         |
| 1987    | Mandala                                  | Jupira                                                                  |                                                      |
| 1988    | O Primo Basílio                          | Professora de Juliana                                                   |                                                      |
| 1990    | A Verdadeira História de Romeu e Julieta | Senhora Montecchio                                                      | Especial do SBT                                      |
| 1991    | O Fantasma da Ópera                      | Izalete                                                                 |                                                      |
| 1992    | Escolinha do Professor Raimundo          | Lusa do Canindé / Gardênia Alves / Humberto Carlos e outros (1990/2001) |                                                      |
| 1992    | Os Trapalhões                            | Pacífico                                                                |                                                      |
| 1995    | Você Decide                              | —                                                                       | Episódio: "Milionário por Engano"                    |
| 1996    | Quem É Você?                             | Dinha                                                                   |                                                      |
| 1996    | Você Decide                              | —                                                                       | Episódio: "A Pequena Herdeira"                       |
| 1996    | Caça Talentos                            | Joaquim Carlos                                                          | Episódio: "Xarpoe Ypiranga"                          |
| 1997    | Sai de Baixo                             | Dona Cotinha                                                            | Episódio: "Salvem a Professorinha"                   |
| 1997    | Zazá                                     | Renata Dumont Lourenço                                                  |                                                      |
| 1998    | Brida                                    | Waldete                                                                 |                                                      |
| 1998    | Você Decide                              | —                                                                       | Episódio: "A Pílula"                                 |
| 1999    | Você Decide                              | Cândida                                                                 | Episódio: "Fidelidade"                               |
| 1999    | Zorra Total                              | Zulmira                                                                 |                                                      |
| 2001    | Brava Gente                              | Madame Clermont                                                         | Episódio: "A quen e o Delegado"                      |
| 2002    | A Praça é Nossa                          | Dona Jupira                                                             |                                                      |
| 2006    | Cobras & Lagartos                        | Valquíria                                                               |                                                      |
| 2007    | Pé na Jaca                               | Inês                                                                    | Episódios: "25-28 de maio"                           |
| 2008    | Casos e Acasos                           | Mônica Sá                                                               | Episódio: "A Vaga, a Entrevista e o Cachorro-Quente" |
| 2008    | Duas Caras                               | Madame Amora                                                            | Episódios: "8 de abril–30 de maio"                   |
| 2008    | Xuxa e as Noviças                        | Irmã Maria José                                                         | Especial de fim de ano                               |
| 2009    | Toma Lá, Dá Cá                           | Clotilde                                                                | Episódio: "Na Pista"                                 |
| 2010    | Dalva e Herivelto - Uma canção de amor   | Dercy Gonçalves                                                         |                                                      |
| 2012    | Dercy de Verdade                         | Dercy Gonçalves                                                         |                                                      |
| 2012    | Saturday Night Live                      | Ela Mesma                                                               | Episódio: "15 de julho"                              |
| 2013    | Sangue Bom                               | Maria das Dores Silva (Madá)                                            |                                                      |
| 2014    | Pé na Cova                               | Madame Aracy                                                            | Episódio: "O que você vai ser quando crescer?"       |
| 2015    | Acredite na Peruca                       | Dona Cecília                                                            | Episódio: "Conga la Conga"                           |
| 2015    | Aí Eu Vi Vantagem                        | Glória Barroso de Barros                                                |                                                      |
| 2015    | Ferdinando Show                          | Jupira                                                                  | Episódio: "3 de setembro"                            |
| 2016    | Chapa Quente                             | Dona Marisa Lima                                                        |                                                      |
| 2018    | Tá no Ar: a TV na TV                     | Ela mesma                                                               | Episódio: "17 de abril"                              |
| 2018    | Treme Treme                              | Norma Vital                                                             |                                                      |
| 2018    | Popstar                                  | Ela mesma (participante)                                                | Temporada 2                                          |
| 2022    | Família Paraíso                          | Lurdes Azevedo (Lurdinha)                                               | Episódio: "Dona Lourdinha"                           |
| 2022    | Vai que Cola                             | Abdu-Zida                                                               | 10ª Temp. - Episódio 36                              |
| 2023    | Use Sua Voz                              | Vó Lila                                                                 |                                                      |
| 2024-25 | Cilada                                   | Nice                                                                    |                                                      |
| 2024    | Pra Sempre Paquitas                      | Ela mesma                                                               |                                                      |

### Cinema
| Ano  | Título                          | Personagem    |
| ---- | ------------------------------- | ------------- |
| 1985 | Urubus e Papagaios              |               |
| 1987 | Romance da Empregada            | Enfermeira    |
| 1990 | Sonho de Verão                  | Dona Sofia    |
| 1990 | Uma Escola Atrapalhada          | Cida          |
| 1999 | O Roubo                         | Cida          |
| 2009 | Xuxa em O Mistério de Feiurinha | Bruxa Malvada |
| 2016 | Shaolin do Sertão               | Dona Zefa     |
| 2022 | Juntos e Enrolados              | Teresa        |
| 2025 | Colegas 2                       | [ 6 ]         |
| 2025 | A Sogra Perfeita 2              | Dona Oliveira |

## Teatro
- 1984 – Amor – Oduvaldo Vianna
- 1987 – As Noviças Rebeldes – Musical de Wolf Maya
- 2001 – O Amigo Oculto, de Augusto Boal, Direção: Marília Pêra
- 2003 – Camisa de Força – com Benvindo Siqueira
- 2005 – Os Monólogos da Vagina – Direção: Miguel Falabella
- 2018 – Muito Louca – com Suely Franco[8]

### Shows de Humor
- Um Dia Serei Notícia – Direção: Jorge Fernando
- Fafy, Se Queira ou Não Queira – Direção: Chico Anysio
- DoReMiFaFy – Direção: Chico Anysio
- Bom Humor – Direção: Valdez Ludovig

## Discografia
Além de sua carreira como atriz, Fafy já gravou quatro discos como cantora – três compactos simples e o LP Posso Falar?
Também trabalhou como compositora, compôs músicas especialmente para Xuxa, Joanna, Sandra de Sá, Renato Aragão, Sandy e Júnior, Maria Creuza, Tony Tornado, além de várias trilhas sonoras para teatro.

## Prêmios e indicações
| Ano  | Associações                  | Categoria                              | Nomeações                       | Resultado |
| ---- | ---------------------------- | -------------------------------------- | ------------------------------- | --------- |
| 1974 | Globo de Ouro                | Cantora Revelação                      | Carreira musical                | Venceu    |
| 1989 | Troféu Imprensa              | Melhor Humorista Feminina              | Humorísticos                    | Venceu    |
| 1995 | Prêmio Sated/RJ              | Melhor Atriz Humorista de Teatro       | Fafy, se Queira ou não Queira   | Venceu    |
| 1997 | Prêmio Antena de Ouro        | Melhor Cantora                         | Carreira musical                | Venceu    |
| 1997 | Prêmio Qualitá               | Melhor Atriz Coadjuvante               | Zazá                            | Venceu    |
| 2001 | Prêmio Qualidade Brasil - RJ | Televisão: Melhor Atriz de Humorístico | Escolinha do Professor Raimundo | Indicado  |
| 2015 | Prêmio Top Brazil Quality    | Teatro                                 | Os Monólogos da Vagina          | Venceu    |